# グランドライナー
『グランドライナー』は、吉田正紀の漫画。『週刊少年サンデー』にて2006年3・4合併号から2006年11号まで短期集中連載として掲載。

## あらすじ
舞台は鉄道のみが交通手段として使われている世界。運び屋の仕事をしている主人公アルは、ある日配達の途中でギルティライナーに追われている謎の少女・マヤに遭遇し、助けることになる。しかしマヤは実は7大ギルティライナーの1つ「紅の暁号」の乗員だった。

## 登場人物
アルゲマイネ
ファールンで運び屋をしている真面目な少年。通称アル。甘いものが好きでココアにチョコを入れて溶かしたものをよく飲んでいる。異性に対しては無頓着でマヤの色仕掛けにも全く反応しなかった。幼い頃に父が自分と母（現在では病死）を見捨ててギルティライナーになったため、ギルティライナーを憎み、何処にいるか分からない父を探して捕まえるためにグランドライナーを目指していた。しかし、正義の味方であるはずのユーラシア鉄道がファルーンを破壊し征服しようとしていることを知り、それを阻止しようとする紅の暁号に協力する。その結果、ユーラシア鉄道の恨みを買い指名手配されたため、正式に紅の暁号の一員となる。
マヤ
紅の暁号の一員。ユーラシア鉄道によるファールン侵略を防ぐためにファールンへ向かう途中、アルに出会う。その後姿を消すが、ユーラシア鉄道がファールンが都市規模で偽札を作っているという嘘の理由で調査に入った際、偽札の原版を奪おうとするが、ガリエンの攻撃で敗れ、人質として連れていかれる。最終的にはマヤが連れ去られたのは自分のせいだと感じたアルによって助けられる。
ユージニアス
アルの友人で同じく運び屋をしている少年。通称ユージィ。いつも寝坊してアルに起こしてもらっている。アルとは対照的に女好きで、グランドライナーを目指す理由も、「女の子にモテたいから」。ギルティライナーを倒そうとして逆に人質になるなど、若干情けない役回りが多いが、ユーラシア鉄道に反抗しようとしたアルを庇うなど友達思いなところもある。ユーラシア鉄道の砲撃により重傷を負う。
ガリエン大佐
ユーラシア鉄道の大佐。偽札の原版を使い、有力都市を犯罪都市とでっちあげ侵略するやり方を好んで使うため、「国つぶしのガリエン」の異名を持つ。好戦的な性格で強い相手を倒す事が好き。普通の兵士よりかなり強いマヤを一発で倒すなど、接近戦も強い。自分が有利な状況になるとやたら余裕をかますことが多く、それが災いしてファールン侵略に失敗する。
ハミル
ルデレ公王の美人秘書官。しかしそれは仮の姿で、正体はユーラシア鉄道警備隊の特務隊員。ガリエンの部下だが、あまり敬意を払っている様子はない。偽札製造の証拠をでっちあげるため、半年前からファールンにいた。純粋な少年が絶望の中で必死にもがく表情を見るのが好きで、ガリエンにも悪趣味呼ばわりされるほど。ハミルは仮の名で本名はバルカ。
ルデレ公王
ファールンの王。ユーラシア鉄道によるファールン征服のため、偽札製造の罪を着せられ、ハミルによって処刑される。
列車長
紅の暁号の長。マヤの上司。基本的に無表情で笑わない。ユーラシア鉄道を憎んでおり、敵を倒すために手段を選ばないやり方が嫌い。謎の多い人物。
ギルティライナーの男
妻の病気を治す薬を得るためにグランドライナーに乗り込み、グランドライナーの正体を知ってしまったために、ユーラシア鉄道に追われることになる。逃げている所をガリエンに見つかり殺されそうになるが、紅の暁号によって助けられる。
ユージィの母
パン屋を経営している。ユージィには自分のパン屋を継いで欲しいと思っている。噂話が好きで仕入れた情報はすぐに皆に言いふらす。ユージィの事をいつも心配している。
ユージィの父
パン屋を経営している。家族同然の仲ということで、毎日アルにタダでパンをくれる。
ライナ
ファールンに住む女性。アルと仲が良い。
フランツ
ファールンに住む男性。ライナと一緒に仕事をしているようだ。
パティ
ファールンに住む少女。攻撃的な性格で何故かヌンチャクを所持している。美形が好き。
ルビー
ファールンに住む少女。鉱石の種類に詳しい。
ルシオ
ファールンに住む男性。グランドライナーを夢見ているユージィに呆れている。
アイゼル
ファールンに住むおじいさん。秘蔵の手榴弾を持っており、ファールンが襲撃された際、アルにそれを渡した。

## 用語解説
グランドライナー
表向きはユーラシア鉄道によって認められたライナー（列車乗り）の頂点。しかし実態はユーラシア鉄道警備隊のエリートの集まりであり、虐殺なども平気で行う。
ギルティライナー
ユーラシア鉄道の掟を破り、破壊活動に勤しむ無法者。しかし実際にはユーラシア鉄道の正体を知ってしまったがために追われる羽目になった者が大半。
作品中に出てきた七大ギルティライナーは「紅の暁号」、「白銀の月光号」の2つだけである。
モトライナー
主人公であるアルゲマイネの愛車、サイドカー付オートバイのような形をしている。
単行本のオマケ漫画で実在すると書かれているとおり日本でも軌道自転車という名称で実在する。